# Irene Mayer Selznick
Pour les articles homonymes, voir Mayer et Selznick.
Irene Gladys Mayer Selznick, née le 2 avril 1907 et morte le 10 octobre 1990, est une productrice de théâtre et une socialite américaine.

## Biographie
Née à Brooklyn, Irene Gladys Mayer est la fille du producteur de cinéma Louis B. Mayer et de sa première femme, Margaret Shenberg. Sa sœur aînée, née en 1905, se prénomme Edith ; en mars 1930, Edith épouse William Goetz, qui devient président de la société de production 20th Century Fox en 1941 puis directeur de production chez Universal-International,.
Les grands-parents maternels et parternels de Selznick, d'origine juive biélorusse, ont émigré de Vilnius et de Kaunas (appartenant alors à l'Empire russe) au Nouveau-Brunswick (Canada),.
La famille Mayer s'installe d'abord à Haverhill, dans le Massachusetts, puis emménage à Hollywood en 1918. C'est là que le père d'Irene crée Metro-Goldwyn-Mayer, l'une des sociétés de production les plus renommées à cette époque. Irene étudie à la Hollywood School for Girls, une école privée de Los Angeles.

## Mariage et carrière

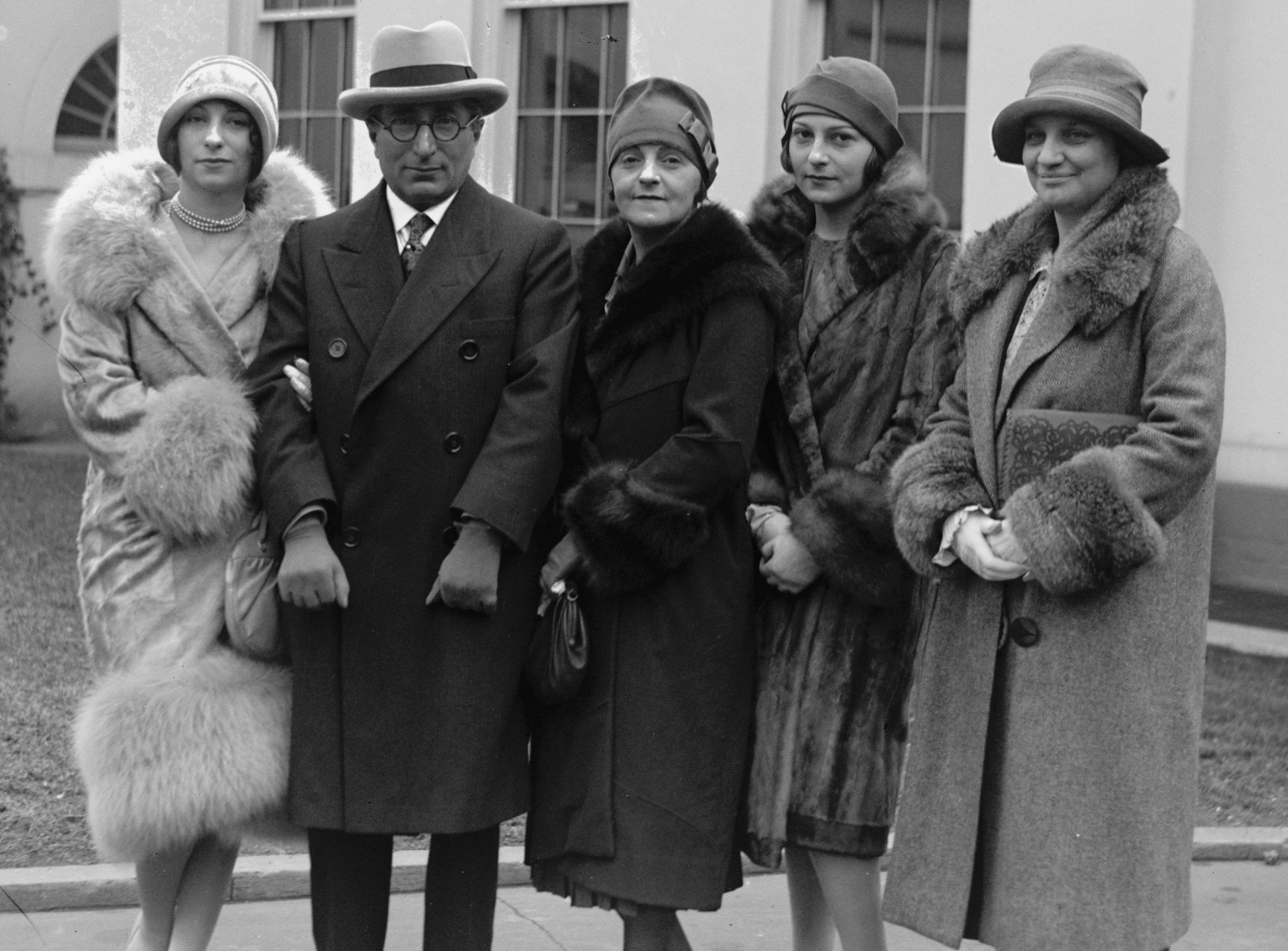
Irene Mayer Selznick (deuxième à partir de la droite) avec le Procureur général assistant Mabel Walker Willebrandt (à droite), sa mère Margaret Shenberg (au centre), son père Louis B. Mayer (deuxième à partir de la gauche) et sa sœur aînée Edith Mayer (à gauche) à la Maison-Blanche le 3 février 1927

En 1930, Irene Mayer se marie au producteur de cinéma David O. Selznick. Originaire d'une famille dysfonctionnelle mais talentueuse, il est l'un des seuls hommes à partager de réelles affinités avec Mayer. Selznick devient cadre dans la société de production de son mari et le couple fréquente d'importantes personnalités hollywoodiennes telles que Ingrid Bergman, Janet Gaynor et Katharine Hepburn. Selznick s'investit dans le bénévolat au sein d'œuvres caritatives et travaille comme agente de probation pour jeunes pour le comté de Los Angeles durant la Seconde Guerre mondiale.
Après la séparation du couple en 1945, Irene Selznick s'installe à New York, où elle commence sa carrière théâtrale. En 1947, elle collabore avec le dramaturge Tennessee Williams et le metteur en scène Elia Kazan et produit sa première pièce, Un tramway nommé Désir, qui révèle au public l'acteur Marlon Brando. Selznick connaît un important succès et produit quatre autres pièces, dont Mystère sur la falaise (1955), pour laquelle elle est nommée aux Tony Awards.
Selznick met un terme à sa carrière théâtrale en 1961. Considérée par ses pairs comme l'une des historiennes de Hollywood et de Broadway les plus éminentes, elle publie en 1983 une autobiographie intitulée A Private View.

## Vie personnelle
Mayer épouse David O. Selznick le 29 avril 1930. Le couple a deux fils, Lewis Jeffrey (né en 1932) et Daniel Selznick (né en 1936), qui deviennent tous deux producteurs de cinéma. Daniel se marie à Susan Warms Dryfoos, fille de Orvil Dryfoos (en), le directeur du journal The New York Times.
Cependant, la promiscuité sexuelle et les problèmes financiers récurrents de Daniel Selznick dus à une addiction aux jeux d'argent ont poussé Irene à engager une procédure de divorce en 1945,. Celle-ci s'achève le 22 janvier 1949.

## Décès
Irene Mayer Selznick meurt le 10 octobre 1990 dans son appartement de l'hôtel The Pierre, à Manhattan, des suites de complications d'un cancer du sein. Elle repose auprès de sa mère au mausolée du Hall of Graciousness, au Hillside Memorial Park de Culver City, en Californie.

## Productions théâtrales
- 1947 : Un tramway nommé Désir
- 1950 : L'Adorable Voisine
- 1952 : Flight Into Egypt
- 1955 : Mystère sur la falaise
- 1961 : The Complaisant Lover

## Publication
- (en) Irene Mayer Selznick, A Private View, New York, Alfred A. Knopf, 1983, 384 p. (ISBN 0-394-40192-1)